# NGC 1445
NGC 1445 (również PGC 13742) – galaktyka eliptyczna (E), znajdująca się w gwiazdozbiorze Erydanu. Odkrył ją Frank Muller w 1886 roku.